# Théorème des cinq points

Logo du logiciel GeoGebra, figurant une ellipse déterminée par cinq points.

En géométrie, le théorème des cinq points est un énoncé sur les coniques du plan, démontré initialement par Blaise Pascal. Il assure que par cinq points trois à trois non alignés passe une unique conique propre. Ce théorème admet des versions dégénérées, par exemple, avec quatre conditions d'incidence et une de tangence : il existe une unique conique propre passant par quatre points trois à trois non alignés, et tangente en l'un de ces points à une droite prescrite ne contenant aucun des trois autres points ; ou encore, avec trois conditions d'incidence et deux de tangence : il existe une unique conique propre passant par trois points non alignés prescrits, et tangente en chacun des deux premiers points à une droite prescrite qui ne contient qu'un seul des trois points.
Le logiciel de géométrie dynamique GeoGebra permet de tracer la conique déterminée par cinq points non trois à trois alignés donnés ; le logo du logiciel est d'ailleurs une illustration de ce théorème.

## Détermination du type
Möbius a établi un théorème permettant de déterminer le type de conique selon la position relative des cinq points,: 
On considère d'abord quatre points parmi les cinq, formant ainsi un quadrilatère convexe, par lesquels peuvent passer deux paraboles.
- Si le cinquième point est sur l'une des deux paraboles, alors la conique des cinq points est cette parabole ;
- Si le cinquième point se trouve à l'intérieur ou à l'extérieur des deux paraboles, c'est une hyperbole ;
- Si le cinquième point se trouve à l'intérieur d'un des paraboles mais à l'extérieur de l'autre, c'est une ellipse.

## Construction
Une fois les points donnés, il existe plusieurs moyens de construire la conique.
Analytiquement, en connaissant les coordonnées {\displaystyle (x_{i},y_{i})_{i=1,2,3,4,5}} des 5 points, on peut utiliser l'algèbre linéaire pour déterminer l'équation de la conique, en substituant les coordonnées dans l'équation type d'une conique et en résolvant le système pour déterminer les coefficients, mais le système est alors à cinq équations pour six inconnues, donc il faut le rendre homogène en introduisant un paramètre d'échelle ; une solution usuelle revient à fixer un des coefficients à 1.
On peut donc déterminer les coefficients en calculant le déterminant :
{\displaystyle \det {\begin{bmatrix}x^{2}&xy&y^{2}&x&y&1\\x_{1}^{2}&x_{1}y_{1}&y_{1}^{2}&x_{1}&y_{1}&1\\x_{2}^{2}&x_{2}y_{2}&y_{2}^{2}&x_{2}&y_{2}&1\\x_{3}^{2}&x_{3}y_{3}&y_{3}^{2}&x_{3}&y_{3}&1\\x_{4}^{2}&x_{4}y_{4}&y_{4}^{2}&x_{4}&y_{4}&1\\x_{5}^{2}&x_{5}y_{5}&y_{5}^{2}&x_{5}&y_{5}&1\end{bmatrix}}=0}
Cette matrice a les variables dans sa première ligne et les coordonnées dans les suivantes, donc le déterminant est bien une combinaison linéaire des six monômes de degré au plus 2, et donne bien un polynôme qui s'annule aux points de référence.
Synthétiquement, la conique peut être construite par la construction de Braikenridge–Maclaurin,,, en appliquant le théorème de Braikenridge-Maclaurin, qui est la réciproque du théorème de Pascal, qui établit que pour six points donnés sur une conique (formant un hexagone), en prolongeant les côtés en six droites, les trois points d'intersection des paires de droites issues de côtés opposées sont alignés. On peut ainsi en déduire un sixième point sur la conique à partir des cinq existants.

## Résultats liés
Si cinq points déterminent une conique, des ensembles de six points ou plus sur une conique ne sont pas en position générale, mais sous contraintes, comme dit par le théorème de Pascal.
De façon similaire, si neuf points déterminent une courbe cubique, si les neuf points se trouvent sur plus d'une cubique — i.e., ils sont à l'intersection de deux cubiques — ils ne sont pas en position générale, et doivent satisfaire une contrainte additionnelle, selon le théorème de Cayley-Bacharach.
Quatre points ne déterminent par une conique, mais un faisceau, un système linéaire de coniques de dimension 1 qui passent toutes par les quatre points (formellement, les quatre points forment un locus de base). De façon similaire, trois points déterminent un système linéaire de dimension 2 (filet), deux points déterminent un système linéaire de dimension 3 (réseau), un point détermine un système linéaire de dimension 4, et aucun point ne fixe aucune contrainte sur le système linéaire de dimension 5 de l'ensemble des coniques.

Les cercles d'Apollonius sont deux familles à un paramètre déterminées par deux points.

Il est connu que trois points non alignés déterminent un cercle en géométrie euclidienne et deux points déterminent un faisceau de cercles comme les cercles d'Apollonius. Ces résultats semblent aller contre le résultat général car des cercles sont des cas particuliers de coniques. Cependant, dans le plan projectif de Pappus une conique est un cercle si et seulement si il passe par deux points spécifiques sur la droite à l'infini, donc un cercle est bien déterminé par cinq points non colinéaires, trois sur le plan affin et ces deux points bien choisis. Des considérations similaires expliquent le nombre inférieur à celui attendu de points nécessaire pour définir des faisceau de cercles.

### Tangence
Au lieu de passer par des points donnés, une condition différente sur une courbe peut être d'être tangente à une droite donnée. La tangence à cinq droites données détermine également une conique, par dualité projective, mais d'un point de vue algébrique, la tangence est une contrainte quadratique, donc un calcul naïf de dimension donne 25 = 32 coniques tangentes à cinq droites données, parmi lesquelles 31 seront des cas dégénérés, selon les facteurs correctifs en géométrie énumérative ; formaliser cette intuition requiert un long développement pour le justifier.
Un autre problème classique en géométrie énumérative, d'importance équivalente pour les coniques, est le problème d'Apollonius : un cercle qui est tangent à trois cercles détermine en général 8 cercles, dont chacun est associé à une condition quadratique et 23 = 8. Vu comme une question de géométrie réelle, une analyse complète implique de nombreux cas spéciaux, et le nombre actuel de cercles peut être tout nombre entre 0 et 8, sauf 7.